# Organum
Organum (srednjovjekovni latinski < klasični latinski organum: orgulje, glazbalo), je u glazbi skupni naziv za različite tipove višeglasja u razdoblju od kasnoga 9.stoljeća do polovice 18. stoljeća. Broj glasova koji sudjeluju u izvedbi utjecao je na naziv organuma, pa se razlikuju organum duplum (dvoglasni), triplum (troglasni) i quadruplum (četveroglasni). Najzastupljeniji su tipovi organuma paralelni i slobodni organumi. Paralelni organum obilježava usporedno kretanje dvaju glasova u intervalima kvarte, kvinte i oktave, te izrazita silabičnost. U tom je tipu organuma vodeća dionica (cantus ili vox principalis) u gornjem glasu, dok je prateći glas (vox organalis) u donjoj dionici. Kod slobodnog organuma vodeći je glas u donjoj dionici, a nad njim se poput slobodne improvizacije kreće gornji melizmatični glas. Taj tip organuma često se povezuje s načinom pjevanja u samostanu sv. Marcijala u francuskom gradu Limogesu. Primjeri najranijih organuma nalaze se u teoretskim traktatima De institutione harmonica, Ad organum faciendam, De organo i Musica enchiriadis. Najveća rukopisna zbirka organuma nastala je za uporabu u katedrali Notre-Dame u Parizu i naziva se Magnus liber organi. Najveći su majstori pariškog organuma bili Léonin i Pérotin.